# 1957 Angara
1957 Angara è un asteroide della fascia principale. Scoperto nel 1970, presenta un'orbita caratterizzata da un semiasse maggiore pari a 3,0095652 UA e da un'eccentricità di 0,0623350, inclinata di 11,18963° rispetto all'eclittica.